# کلیسای جورجی از وزووزا

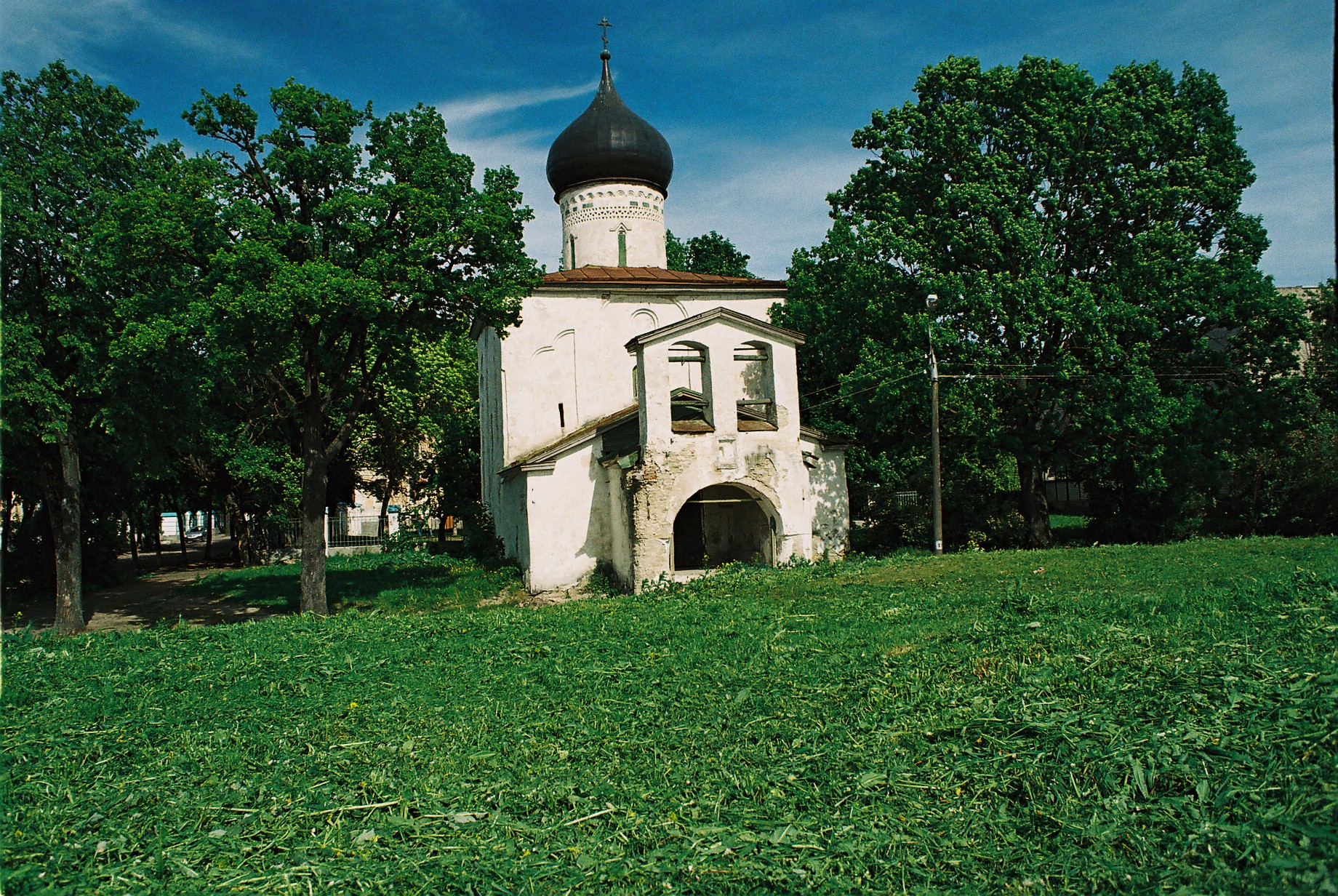

کلیسای جورجی از وزووزا (به روسی: Церковь Георгия со Взвоза) یک معبد مسیحی از نوع ارتدوکسی در شهر پِسکوف روسیه و در خیابان جورجیوسکی واقع شده است. این معبد که مربوط به قرون ۱۵ تا ۱۹ میلادی است، به کلیسای ارتدوکس روسیه تعلق دارد و یکی از آثار تاریخی و فرهنگی با اهمیت فدرال به‌شمار می‌رود. ساخت آن در دوران جمهوری پِسکوف انجام شده است.

## ویژگی‌ها
این معبد از سنگ آهک ساخته شده و پوشیده و سفید شده است. دیوارهای اصلی بنا با طراحی سه‌گوش در انتها تمام می‌شوند. گنبد معبد با حفره‌های نیم‌دایره‌ای، سرزنان و سنگ‌چین‌های مخصوص تزئین شده است و در برخی قسمت‌ها، کاشی‌هایی با تصاویر مختلف از جمله انسان‌هایی با ریش‌های مثلثی شکل، موجودات اسطوره‌ای، پرندگان و بارسا وجود دارد. نمای داخلی آن بدون تیرهای حمایتی است و گنبد به‌طور مستقیم بر سقف‌های جعبه‌ای تکیه می‌کند. در گوشه جنوب‌غربی معبد، یک ساختمان سنگی به شکل چادر بر فراز طبقه بالا قرار دارد که مشابه آن در محراب نیز وجود دارد.

### ابعاد
این معبد ۱۵ سَج (حدود ۳۰ متر) ارتفاع دارد و طول آن از ورودی تا انتهای گنبد بزرگ ۸ سَج و عرض آن ۵ سَج است.

## تاریخچه
- ۱۴۹۴: ساخت معبد در دوران جمهوری پِسکوف آغاز شد.
- ۱۷۰۱: بر اساس دستور پتر کبیر، دیوارهای قدیمی شهر در نزدیکی معبد با خاک پر شد.[۱]
- ۱۷۸۶: به دلیل کاهش تعداد مردم، معبد به کلیسای دیگر اختصاص یافت.
- ۱۸۶۲: معبد به حالت نیمه‌مستقل درآمد و وضعیت آن به تدریج رو به افول رفت.
- ۱۸۷۹: عبادت‌ها متوقف شد و معبد بسته شد. بعدها به دستور فرماندار پِسکوف، بازسازی‌هایی انجام گرفت.
- ۱۸۸۶: معبد برای خدمت به مسیحیان لاتویایی و استونیایی تحت نظارت روحانی خاصی قرار گرفت.
- ۱۹۶۰: بر اساس تصمیم دولت شوروی، معبد به عنوان یک اثر تاریخی مورد حفاظت قرار گرفت.
- ۲۰۰۹: به عنوان یک معبد وابسته به کلیسای «پوکرووا و رُژدِستوا از پرولاما» در نظر گرفته شد.
- ۲۰۱۱: طرح بازسازی معبد بررسی شد و در نهایت در سال ۲۰۱۶ معبد بازسازی شد و فعالیت‌های مذهبی از سر گرفته شد.

معبد در حال حاضر به عنوان یک معبد فعال و محلی برای برگزاری مراسم دینی به کار می‌رود.